# En Nahud
En Nahud est une ville du Soudan situé dans l'État du Kordofan du Nord. 